# Eagle Point
Eagle Point is een plaats (city) in de Amerikaanse staat Oregon, en valt bestuurlijk gezien onder Jackson County.

## Demografie
Bij de volkstelling in 2000 werd het aantal inwoners vastgesteld op 4797. In 2006 is het aantal inwoners door het United States Census Bureau geschat op 7982, een stijging van 3185 (66,4%).

## Geografie
Volgens het United States Census Bureau beslaat de plaats een oppervlakte van 6,6 km², geheel bestaande uit land. Eagle Point ligt op ongeveer 435 m boven zeeniveau.

## Plaatsen in de nabije omgeving
De onderstaande figuur toont nabijgelegen plaatsen in een straal van 24 km rond Eagle Point.